# Mouna Jlezi
Mouna Jlezi sau Mouna Jlizi (în arabă منى الجليزي; n. 22 iunie 1991) este o handbalistă tunisiană care joacă pentru clubul românesc HC Zalău și echipa națională a Tunisiei. Anterior, ea a jucat pentru HCM Slobozia, HC Zalău și CS Măgura Cisnădie. Jlezi evoluează pe postul de pivot și a luat parte la campionatele mondiale din 2015, 2017 și 2021.

## Palmares
- Campionatul African:
  -  Medalie de bronz: 2021[3]

- Liga Europeană:
  - Turul 3: 2023

- Cupa României:
  -  Medalie de bronz: 2021